# 카즈마 (스크라이드)
카즈마(カズマ)는 스크라이드의 주인공이다. 국내명은 카즈.

## 소개
성우는 호시 소이치로/강수진.